# Marija Kapnist
Marija Rostisławowna Kapnist (ros. Мария Ростиславовна Капнист, ukr. Марія Ростиславівна Капніст; ur. 22 marca 1913 w Petersburgu, zm. 25 października 1993 w Kijowie) – radziecka i ukraińska aktorka filmowa, Zasłużona Artystka Ukraińskiej SRR (1988). W trakcie niemal czterdziestoletniej kariery aktorskiej (1956–1993) zagrała w ponad stu produkcjach filmowych.

## Życiorys

### Młodość i edukacja
Urodziła się w Petersburgu w rodzinie ukraińskiej. Jej ojcem był hrabia Rościsław Kapnist, potomek kozackiego pułkownika Myrhorodu i Kijowa Wasyla Kapnista, a matka Anastazja Bajdak była prawnuczką kozackiego atamana koszowego Iwana Sirki. Pierwsze lekcje śpiewu pobierała u Fiodora Szalapina, który dostrzegł jej talent już podczas pierwszego występu na domowej scenie.
Po rewolucji październikowej rodzina Kapnistów opuściła Petersburg i schroniła się w Sudaku na Krymie. W 1921 jej ojciec został rozstrzelany przez oddział Czeka, a rodzina zmuszona do ukrywania się. W 1927 Marija Kapnist przeniosła się do Kijowa, gdzie zamieszkała u ciotki i ukończyła szkołę. Następnie udała się do Leningradu, gdzie studiowała w studiu teatralnym przy Teatrze Dramatycznym im. A. Puszkina. W 1934, po zabójstwie Siergieja Kirowa, z powodu jego znajomości z rodziną Kapnist, a także szlacheckiego pochodzenia została wydalona z Instytutu Teatralnego i zmuszona do powrotu do Kijowa, a następnie do Batumi, gdzie pracowała jako księgowa.

### Więzienie i zesłanie
W 1937 po raz pierwszy została aresztowana, jednak szybko ją zwolniono. 27 sierpnia 1941 została ponownie aresztowana pod zarzutem propagandy antyradzieckiej i skazana na osiem lat łagrów. W 1950 w szpitalu więziennym w Steplagu w Kazachstanie urodziła córkę Radisławę. Ojcem dziecka był polski szlachcic Jan Wołkoński, który został rozstrzelany trzy lata później.
W 1951 ponownie skazano ją na 10 lat więzienia. Jej dwuletnią córkę umieszczono w sierocińcu. Dopiero interwencja radzieckiego polityka Anastasa Mikojana pozwoliła na jej uwolnienie w 1956, przed zakończeniem kary.

### Rehabilitacja i kariera aktorska
Po zwolnieniu udała się do Moskwy, a następnie do Kijowa, gdzie zamieszkała ze swoją przyjaciółką z lat 30., Anną Pilniak, i zaczęła pracować jako masażystka. W tym samym roku zadebiutowała w filmie Одна ніч (1956). Spotkała się także z pisarzem i akademikiem Mykołą Bażanem, który pomógł jej zdobyć zatrudnienie w Narodowym Związku Pisarzy Ukrainy, gdzie pełniła funkcję opiekunki jednej z żon pisarzy. Została rehabilitowana w 1958.

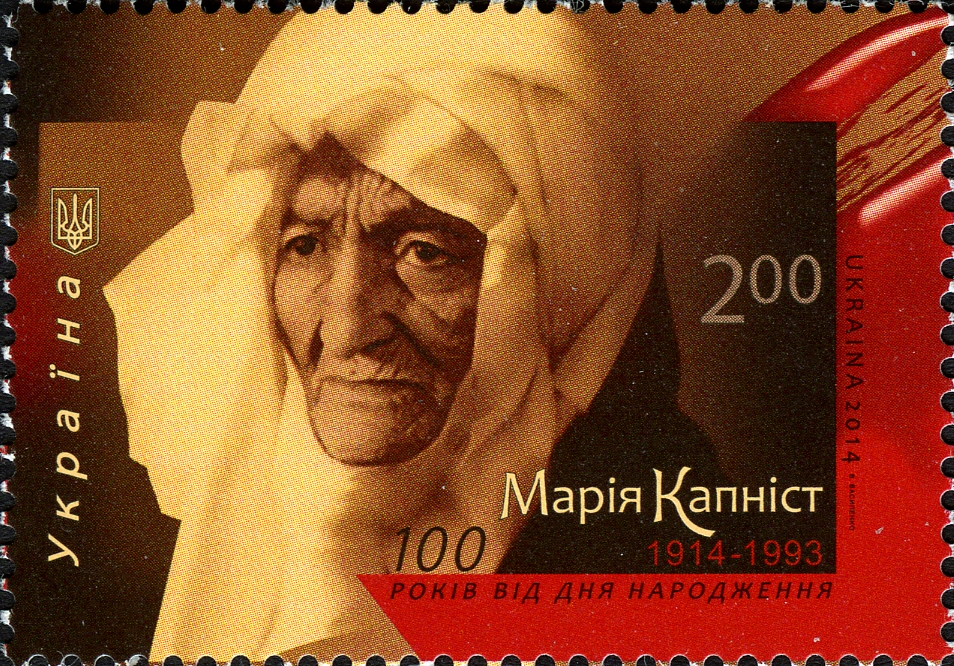
Znaczek wypuszczony w 2014 przez Ukrposztę z okazji 100-lecia urodzin Mariji Kapnist.

Nie mogła zabrać swojej córki, Radisławy, ponieważ wydano jej zaświadczenie stwierdzające zaburzenia układu nerwowego. Córka została adoptowana przez przyjaciółkę, Walentynę Bazawluk.
Zgodnie z decyzją Sądu Najwyższego Rosyjskiej Sowieckiej Federacyjnej Socjalistycznej Republiki Radzieckiej wyrok oraz wszelkie późniejsze decyzje w sprawie Kapnist zostały uchylone, a sama sprawa została umorzona z powodu braku znamion przestępstwa.
W latach 1960–1993 pracowała na stałe w Wytwórni Filmowej Dowżenki, gdzie zagrała ponad sto ról i epizodów, w tym w takich filmach jak: Klucze do nieba (1965), Czarownica z bagien (1972), Rusłan i Ludmiła (1972), Tabor wędruje do nieba (1972), Dzikie polowanie króla Stacha (1980), Na wyspie łez (1987) czy Nowe przygody jankesa na dworze króla Artura (1989). Stała się znana z ról staruszek, czarownic, czarodziejek, cyganek i hrabin.
W 1988 otrzymała tytuł Zasłużonego Artysty Ukraińskiej SRR.

## Śmierć
Wskutek lat pracy w podziemnych kopalniach podczas zesłania cierpiała na klaustrofobię i unikała podziemnych przejść. W październiku 1993 uległa wypadkowi samochodowemu podczas przechodzenia przez Aleję Zwycięstwa w Kijowie. Zmarła 25 października 1993. Pochowano ją we wsi Wielka Obuchiwka w obwodzie połtawskim.

## Upamiętnienie
W 2009 ukraiński reżyser Serhij Darijczuk nakręcił o niej dokument Горда сльоза. W 2014 Ukrposzta, z okazji setnych urodzin aktorki, wydała znaczek pocztowy ją upamiętniający, a w Kijowie umieszczono tablicę pamiątkową na budynku przy ulicy Wasyla Łypkiwskiego 25/7. W 2018 kijowska rada miejska przemianowała ulicę Andrieja Żelabowa na ulicę Mariji Kapnist.